# Emmanuel Bernardino Lowi Napeta
Emmanuel Bernardino Lowi Napeta (* 19. Dezember 1973 in Kapoeta) ist ein südsudanesischer Geistlicher und römisch-katholischer Bischof von Torit.

## Leben
Emmanuel Bernardino Lowi Napeta besuchte von 1994 bis 1995 das Knabenseminar St. Augustine in Khartum und studierte anschließend von 1996 bis 2003 Philosophie und Theologie am Priesterseminar St. Paul in Khartum. Am 24. Oktober 2004 empfing er das Sakrament der Priesterweihe für das Erzbistum Khartum.
Nach drei Jahren in der Pfarrseelsorge als Kaplan in Khartum war er von 2007 bis 2010 Direktor des Instituts für die Katechisten des dritten Jahrtausends in Khartum. Von 2010 bis 2014 studierte er Erziehungswissenschaften an der Päpstlichen Universität der Salesianer in Rom. 2012 erwarb er hier den Bachelor in Religionspädagogik und 2014 das Lizenziat in Jugendpastoral und Katechetik. Nach der Rückkehr in die Heimat war er von 2014 bis 2017 Pfarrvikar der Pfarrei St. Peter and Paul in Khartum und ab 2017 Dompfarrer an der St.-Matthäus-Kathedrale des Erzbistums.
Am 8. November 2022 ernannte ihn Papst Franziskus zum Bischof von Torit. Die Bischofsweihe empfing er am 15. Januar des folgenden Jahres.